# دونالد ر. ديفيس
دونالد ر. ديفيس (بالإنجليزية: Donald R. Davis)‏ هو أحيائي وعالم حشرات أمريكي، ولد في 28 مارس 1934 في أوكلاهوما سيتي في الولايات المتحدة.